# Triphleba varipes
Triphleba varipes är en tvåvingeart som först beskrevs av Malloch 1912.  Triphleba varipes ingår i släktet Triphleba och familjen puckelflugor. Inga underarter finns listade i Catalogue of Life.